# Kościół Matki Odkupiciela w Ostrowcu Świętokrzyskim
Kościół Matki Odkupiciela w Ostrowcu Świętokrzyskim – rzymskokatolicki kościół parafialny należący do parafii pod tym samym wezwaniem. Należy do dekanatu Ostrowiec Świętokrzyski diecezji sandomierskiej. Znajduje się na ostrowieckim osiedlu Rosochy.
Jest to świątynia wzniesiona w latach 1990-2002 według projektu inżynierów: Janusza Gruszczyńskiego oraz Andrzeja Czajkowskiego. Nabożeństwo, rozpoczynające budowę kościoła, odbyło się w dniu 14 sierpnia 1990 roku. Wmurowanie aktu erekcyjnego w ławy budującej świątyni miało miejsce 23 czerwca 1991 roku. We wrześniu 2000 roku biskup Marian Zimałek poświęcił i wmurował kamień węgielny w mury nowego kościoła. Świątynię konsekrowali wspólnie biskupi Edward Materski i Marian Zimałek 15 września 2002 roku. Kościół charakteryzuje się nowoczesną bryłą, noszącą cechy stylu modernistycznego. Styl świątyni cechuje skromna i czysta funkcjonalność. Jedynymi detalami dekoracyjnymi są krzyż na tylnej fasadzie, obramowania dużych, prostokątnych okien, a także blendy nawy poprzecznej. Plan kościoła jest dość nieregularny, ściany zostały wykonane z cegły, natomiast dach jest prosty, blaszany, dwuspadowy. Nieco zbyt mała w stosunku do rozłożystej bryły jest prostokątna wieża ozdobiona paroma okienkami, nakrywa ją w górnej części czterospadowy daszek, nietypowy dla architektury modernistycznej. Wnętrze nakrywa płaski, kasetonowy strop oparty na kwadratowych, żelbetowych filarach. Dobrze jest wkomponowane tradycyjne wyposażenie świątyni, również ołtarz główny z nastawą stylizowaną na styl klasycystyczny. Za ołtarzem jest umieszczone obejście, a także dość duże zaplecze.